# Czekelius Aurél
Czekelius Aurél (Csiklovabánya, 1844. október 5. – Budapest, 1927. november 14.) magyar hídépítő mérnök.

## Életpályája
Tanulmányait a budapesti műegyetemen végezte, 1869-ben a MÁV dolgozója lett. Számos hidat tervezett és vezette azoknak építési munkálatait. 1881-ben kinevezték az újonnan szervezett műszaki tanács tagjává, 1894-től vezette a Dunahídosztályt. Az ő nevéhez kapcsolódik a budapesti régi Erzsébet- és Ferencz József (ma Szabadság)-híd, a pozsonyi és komáromi Duna-hidak, a puchói Vág-híd, a tiszaújlaki Tisza-híd és a marosújvári Maros-híd építése.

## Munkái
- A budapesti Ferenc József híd építésének története (Bp., 1896)